# Вергезе, Абрахам
Абрахам Вергезе (род. 30 мая 1955[…], Аддис-Абеба) — американский писатель и врач, профессор Стэнфордского Университета, один из руководителей Стэнфордской Медицинской Школы. Автор четырёх бестселлеров.
В 2011 году был избран членом Института медицины. В 2014 году получил 19-ю ежегодную премию Хайнца в области искусства и гуманитарных наук. В 2015 году президент Барак Обама вручил ему Национальную медаль гуманитарных наук. В 2023 году был удостоен стипендии Гуггенхайма. Получил шесть почётных докторских степеней.

## Биография
Вергезе родился в Эфиопии в семье православных христиан из Кералы, Индия, которые работали учителями. В детстве был заядлым читателем, и именно благодаря чтению познакомился с миром медицины.
У него трое детей: двое сыновей от первого брака и третий от второго. Его старший брат, Джордж Вергезе, — профессор инженерии в Массачусетском технологическом институте, младший брат, Фил Вергезе, — бывший инженер-программист в компании Google.

### Медицинское образование и карьера
Первоначальное медицинское образование Вергезе получил в Эфиопии. В 1974 году обучение было прервано из-за беспорядков, когда император Хайле Селассие был свергнут и к власти пришло марксистское военное правительство.[14] Семья Вергезе покинула страну и эмигрировала в Америку. Там Вергезе год работал санитаром в больнице. В своих работах он упоминает этот опыт как оказавший глубокое влияние на его желание закончить медицинское образование.
Он отправился в Индию, чтобы завершить медицинское образование в Мадрасском медицинском колледже, и в 1979 году получил степень бакалавра медицины в Мадрасском университете, закончив там интернатуру.
Вернувшись в США в качестве иностранного выпускника медицинского факультета в поисках свободного места в ординатуре, он присоединился к новой программе в Джонсон-Сити, связанной с Государственным университетом Восточного Теннесси.
В 1983 году, после окончания ординатуры, прошёл стажировку в Медицинской школе Бостонского университета. Следующие два года работал в городской больнице Бостона, где столкнулся с первыми признаками эпидемии ВИЧ. Вернувшись в Джонсон-Сити в 1985 году в качестве доцента медицины, он увидел первые признаки второй эпидемии — СПИДа в сельской местности. Рассчитывая на одного-двух ВИЧ-пациентов в год, он вскоре получил 100 пациентов в небольшом городке. Хотя в то время у него не было амбиций стать писателем, он решил, что хочет рассказать об этой трагедии, и сделал перерыв в медицине, чтобы заняться писательством.
В 1991 году Вергезе получил должность профессора медицины и заведующего отделением инфекционных болезней в Техасском технологическом научном центре здравоохранения в Эль-Пасо. Был удостоен звания заслуженного профессора медицины имени Гровера Э. Мюррея в Медицинской школе Техасского технологического института.
Одиннадцать лет спустя Вергезе стал директором-основателем Центра медицинских гуманитарных наук и этики в Научном центре здоровья Техасского университета в Сан-Антонио.
После пяти лет работы в Сан-Антонио он присоединился к Медицинской школе Стэнфордского университета в 2007 году в качестве штатного профессора теории и практики медицины и помощника кафедры внутренней медицины.

### Карьера писателя
Подавленный характером своей работы с больными СПИДом в Теннесси, а также проблемами в первом браке, Вергезе начал посещать Семинар писателей Айовы при Университете Айовы. Он отказался от пенсионного плана и должности штатного преподавателя, чтобы переехать в Айова-Сити вместе с молодой семьей. В 1991 году получил степень магистра изящных искусств. Позже в том же году журнал The New Yorker опубликовал его рассказ «Сирень» о больном СПИДом, который совершает самоубийство.
В 1994 году, работая преподавателем в Эль-Пасо, он опубликовал свою первую книгу «Моя страна: История доктора», посвященную его жизни в Восточном Теннесси. В книге он размышляет о своей работе с пациентами, за которыми ухаживал и размышляет на темы перемещения, диаспоры, реакции на чужеродность и многих людей и семей, пострадавших от эпидемии СПИДа. Книга попала в пятёрку книг, выбранных журналом Time как «Лучшая книга года», а в 1998 году по ней был снят телефильм режиссёра Миры Наир.
Его вторая автобиографическая книга, «The Tennis Partner: A Story of Friendship and Loss» также была написана во время его пребывания в Эль-Пасо. В ней рассказывается история его друга и партнёра по теннису, медицинского ординатора, выздоравливающего от наркозависимости. История посвящена смерти его друга и исследует проблему и распространённость наркомании среди врачей. В книге также рассказывается о распаде его первого брака, который является неотъемлемой частью повествования как в «Моей стране», так и в «The Tennis Partner». Книга была переиздана в 2009 году.
В 2009 году издательство Knopf опубликовало его первый роман «Рассечение Стоуна». В 2010 году издательство Random House выпустило книгу в мягкой обложке, и она оставалась в списке The New York Times более двух лет. Роман описывает период драматических политических перемен в Эфиопии, время большой потери для автора, который, будучи эмигрантом, был вынужден покинуть страну своего рождения. Роман занял первое место в списке независимых книготорговцев и был предложен для экранизации.
Книга «Завет воды» была опубликована в мае 2023 года издательством Grove Atlantic и была выбрана для участия в Книжном клубе Опры. Вдохновленная историей жизни матери автора, которой посвящена книга, действие книги происходит в период с 1900 по 1970-е годы в Керале, прибрежной территории на южной оконечности Индии. В ней рассказывается о трёх поколениях семьи, в которой один или несколько человек в каждом поколении тонули таинственным образом. Книга продержалась в списке бестселлеров The New York Times 37 недель и была включена газетой в список 100 заметных книг 2023 года. В январе 2024 года Опра объявила, что приобрела права на экранизацию.